# Eclipsea subapicalis
Eclipsea subapicalis là một loài bướm đêm trong họ Erebidae.